# Joseph Preindl

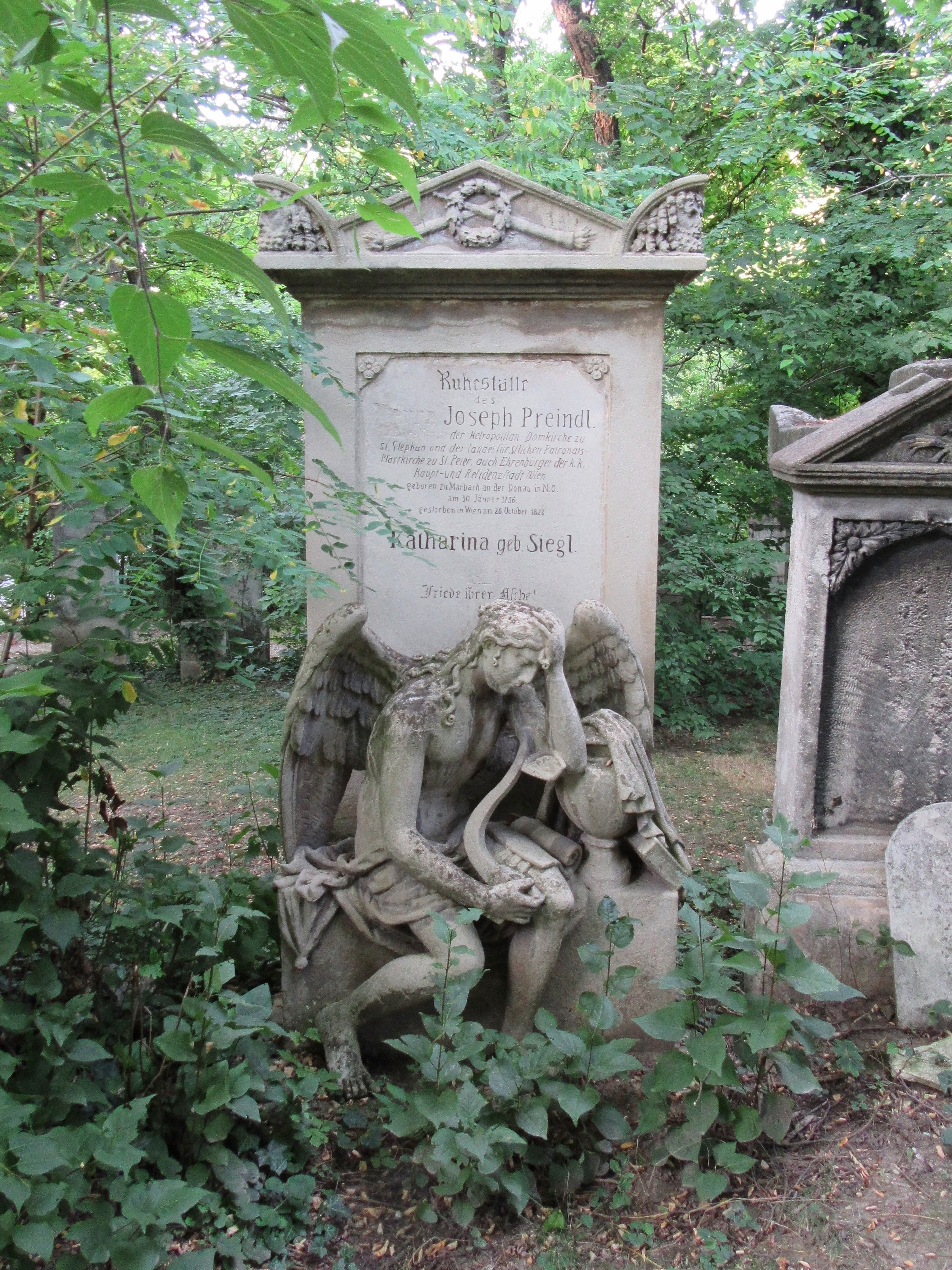
Tomba de Joseph Preindl al cementiri St. Marx de Viena

Joseph Preindl (Marbach, 30 de gener de 1756 - Viena, 26 d'octubre de 1823) fou un organista i compositor austríac.
Fou deixeble d'Albrechtsberger, i el 1780 ocupà la plaça de mestre de cors de l'església de Sant Pere, i a partir de 1809 la de mestre de capella de la Catedral de Sant Esteve de Viena.
Entre les seves nombroses composicions, tant religioses com seculars, cal citar: sis Misses a quatre veus, orquestra i orgue; Graduals i Ofertoris, Rèqueim a 4 veus, orquestra i orgue; un Te Deum, Lamentacions, Melodies per a tota classe de cants de l'Església Alemanya, dos Concerts per a piano, Sonates per a piano, Fantasies, etc. A més va compondre, un Mètode de cant i un Mètode de baix xifrat, harmonia, contrapunt i fuga, que fou publicat després de la seva mort.